# Lion-en-Sullias
Pour les articles homonymes, voir Lion (homonymie).
Lion-en-Sullias [ljɔ̃ ɑ̃ syljas] est une commune française située dans le département du Loiret en région Centre-Val de Loire.

## Géographie

### Localisation
La commune de Lion-en-Sullias se trouve dans le quadrant sud-est du département du Loiret, dans la région agricole du Val de Loire, en rive gauche de la Loire et en amont d'Orléans.
À vol d'oiseau, elle se situe à 47,7 km au sud-est d'Orléans, préfecture du département, et à 9,6 km à l'est de Sully-sur-Loire, ancien chef-lieu du canton dont dépendait la commune avant mars 2015.

### Géologie et relief

#### Géologie
La commune se situe dans le sud du Bassin parisien, le plus grand des trois bassins sédimentaires français. Cette vaste dépression, occupée dans le passé par des mers peu profondes et des lacs, a été comblée, au fur et à mesure que son socle s’affaissait, par des sables et des argiles, issus de l’érosion des reliefs alentours, ainsi que des calcaires d’origine biologique, formant ainsi une succession de couches géologiques.
Les couches affleurantes sur le territoire communal sont constituées de formations superficielles du Quaternaire et de roches sédimentaires datant du Cénozoïque, l'ère géologique la plus récente sur l'échelle des temps géologiques, débutant il y a 66 millions d'années. La formation la plus ancienne est des argiles à silex remontant à l’époque Paléocène de la période Paléogène. La formation la plus récente est des alluvions récentes des lits mineurs remontant à l’époque Holocène de la période Quaternaire. Le descriptif de ces couches est détaillé dans  les feuilles « n°399 - Châteauneuf-sur-Loire » et « n°400 - Châtillon-Coligny » de la carte géologique au 1/50 000ème du département du Loiret, et leurs notices associées,.

Carte géologique de la commune.

|  | Fz :  | alluvions récentes des lits mineurs, Holocène                                                     |
|  | FC :  | alluvions et colluvions du fond des vallées secondaires, Holocène                                 |
|  | Fy :  | alluvions récentes des levées et montilles de la Loire et des basses terrasses du Loing, Holocène |
|  | Fx :  | alluvions de basse terrasse de la Loire, Pléistocène (Wurm), terrasse +5 m                        |
|  | Fw :  | alluvions de haute terrasse de la Loire, Pléistocène (Riss), terrasse +10 -15 m                   |
|  | Fvb : | alluvions de haute terrasse, Pléistocène (Mindel), terrasse +20 m                                 |

|  | m3-p1SASo : | sables et argiles de Sologne, Langhien supérieur à Pliocène inférieur |

|  | e4PN : | poudingue de Nemours, Paléocène-Éocène inférieur |

|  | e1-4Rc : | complexe argilo-sableux à silex = argiles à silex, Paléocène-Éocène inférieur |

#### Relief
La superficie cadastrale de la commune publiée par l’Insee, qui sert de références dans toutes les statistiques, est de 24,49 km2,. La superficie géographique, issue de la BD Topo, composante du Référentiel à grande échelle produit par l'IGN, est quant à elle de 24,48 km2. Son relief est relativement plat puisque la dénivelée maximale atteint 39 mètres. L'altitude du territoire varie entre 113 m et 152 m.

### Hydrographie
Au point d'entrée de la Loire sur la commune, se trouvent une île et, en face de l'île en rive gauche (partiellement sur la commune), une berge ; toutes deux sont faites d'étendues de sable partiellement boisées et sont importantes pour la faune et en particulier pour les oiseaux. 

Le ruisseau l'Aquiaulne vient de Saint-Gondon à l'est, coulant plus ou moins parallèlement à la Loire sur environ 7 km, et rejoint le fleuve dans une courbe de ce dernier, au niveau de cette étendue de sable boisée sur la berge. Il sert de limite de commune avec Saint-Gondon sur ses deux derniers km.
Le ruisseau La Ronce prend source sur Saint-Florent au sud et alimente 4 étangs avant de se jeter dans le fleuve au même endroit que l'Aquiaulne. La Sange, venant de Saint-Florent, coule sur l'ouest de la commune pendant environ 2 km avant de partir sur Saint-Aignan-le-Jaillard.

### Communes limitrophes

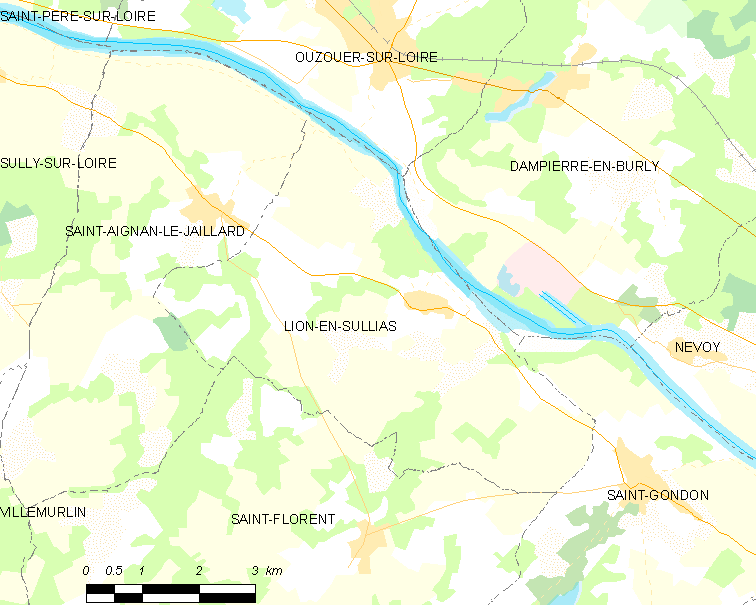
Carte de la commune de Lion-en-Sullias et des communes limitrophes

Les communes limitrophes sont : Saint-Florent (4,2 km), Saint-Aignan-le-Jaillard (4,2 km), Ouzouer-sur-Loire (4,5 km), Dampierre-en-Burly (4,6 km) et Saint-Gondon (5 km). Sully-sur-Loire est à 9,6 km, Nevoy à 7,2 km, Poilly-lez-Gien à 9,8 km, Saint-Père-sur-Loire à 10,2 km et Bonnée à 11 km.

### Hameaux, lieux-dits et écarts
La commune inclut un grand nombre de hameaux dispersés :
B
- Balotte (en partie)
- La Becquinerie
- La Beuvrière
- Blanche
- La Belle Étoile
- Bellevue
- Les Berruets
- La Bostière
- Le Briou
- Le Buisson

C
- Chêne Aillard
- Le Cormier
- Crenier
- Cuissy, Château de -

F
- Florence
- La Fontaine Saint-Marc
- Les Forges
- La Fosse

G
- Galvaude

M
- Les Mahis
- Maison Cœur
- Maison, Grande (la -)
- La Maison Haute
- Les Maisons Neuves
- La Marguillonnière
- Monteaubourg
- La Motte
- Le Moulin de Rochefort
- Les Moulinards

N
- Nomion
- Noue, Petite (La -)

O
- Oiseaux, Grands (les -)
- Oiseaux, Petits (les -)

P
- Les Pains Perdus
- Le Pavillon
- Les Pentes de Chavignon
- Le Perrat
- La Pervenche
- Les Places
- La Plaine
- Plaisance
- Le Pont Boucher
- La Préfaucherie
- Les Prés
- Le Puy

R
- La Rigaude
- Rochefort
- Les Romains
- La Ronce

S
- Les Sablons
- Les Sauvagères
- La Simone
- Le Soleil

T
- La Taille de Jonc
- Le Trembloy

V
- Le Val
- Les Vignottes

### Climat
Pour des articles plus généraux, voir Climat du Centre-Val de Loire et Climat du Loiret.
En 2010, le climat de la commune est de type climat océanique dégradé des plaines du Centre et du Nord, selon une étude du CNRS s'appuyant sur une série de données couvrant la période 1971-2000. En 2020, Météo-France publie une typologie des climats de la France métropolitaine dans laquelle la commune est exposée à un climat océanique altéré et est dans la région climatique Centre et contreforts nord du Massif Central, caractérisée par un air sec en été et un bon ensoleillement.
Pour la période 1971-2000, la température annuelle moyenne est de 10,7 °C, avec une amplitude thermique annuelle de 15,5 °C. Le cumul annuel moyen de précipitations est de 700 mm, avec 11 jours de précipitations en janvier et 7,3 jours en juillet. Pour la période 1991-2020, la température moyenne annuelle observée sur la station météorologique de Météo-France la plus proche, sur la commune de Villemurlin à 13 km à vol d'oiseau, est de 11,6 °C et le cumul annuel moyen de précipitations est de 691,2 mm,. Pour l'avenir, les paramètres climatiques de la commune estimés pour 2050 selon différents scénarios d'émission de gaz à effet de serre sont consultables sur un site dédié publié par Météo-France en novembre 2022.

### Milieux naturels et biodiversité
Le territoire communal de Lion-en-Sullias est concerné par trois sites Natura 2000, et deux zones de protection spéciale ou ZNIEFF.

#### Deux sites d'importance communautaire (Directive "Habitats")
| Nom                                                 | Numéro    | Type | Arrêté                    | Localisation                       |
| --------------------------------------------------- | --------- | ---- | ------------------------- | ---------------------------------- |
| Vallée de la Loire de Tavers à Belleville-sur-Loire | FR2400528 | SIC  | Arrêté du 13 avril 2007   | Dans la frange nord de la commune. |
| Sologne                                             | FR2402001 | SIC  | Arrêté du 26 octobre 2009 | Dans la partie sud de la commune.  |

Le site de la « Vallée de la Loire de Tavers à Belleville-sur-Loire », d'une superficie de 7 120 ha, concerne 51 communes. La délimitation de ce site Natura 2000 est très proche de celle correspondant à la ZPS (Directive Oiseaux) de la « Vallée de la Loire du Loiret » (voir plus bas). L'intérêt majeur du site repose sur les milieux ligériens liés à la dynamique du fleuve, qui hébergent de nombreuses espèces citées en annexe II de la directive Habitats.
La ZSC « Sologne », d'une superficie totale de 346 184 ha, constitue une vaste étendue émaillée d'étangs, située en totalité sur les formations sédimentaires du burdigalien. L'agriculture est en recul et on observe une fermeture des milieux naturels (landes). Plusieurs ensembles naturels de caractères différents se distinguent sur ce site :
- la Sologne des étangs ou Sologne centrale, qui recèle plus de la moitié des étangs de la région ; les sols sont un peu moins acides que dans le reste du pays ;
- la Sologne sèche ou Sologne du Cher, qui se caractérise par une plus grande proportion de landes sèches à bruyère cendrée, callune et Hélianthème faux-alysson ;
- la Sologne maraîchère, qui abrite encore une agriculture active et possède quelques grands étangs en milieu forestier ;
- la Sologne du Loiret, au nord, qui repose en partie sur des terrasses alluviales de la Loire issues du remaniement du soubassement burdigalien, ensemble auquel appartient la commune de Lion-en-Sullias. Sur la commune, cette zone couvre un peu plus de 125 hectares et sa limite nord est en gros parallèle la D951, s'arrêtant à au moins 110 m au sud de la route.

#### Une zone de protection spéciale (Directive "Oiseaux")
| Numéro    | Type | Nom                          | Arrêté                | Localisation                       |
| --------- | ---- | ---------------------------- | --------------------- | ---------------------------------- |
| FR2410017 | ZPS  | Vallée de la Loire du Loiret | Arrêté du 4 mai 2007. | Dans la frange nord de la commune. |

Le site de la « Vallée de la Loire du Loiret » s'étend sur 7 684 ha et concerne la vallée de la Loire dans le Loiret. Cette ZPS se poursuit en amont et en aval sur les départements voisins. L'intérêt majeur du site repose sur les milieux et les espèces ligériens liés à la dynamique du fleuve. Ces milieux hébergent de nombreuses espèces citées en annexe I de la directive Oiseaux. Le site est caractérisé par la présence de colonies nicheuses de sternes naine et pierregarin et de mouette mélanocéphale. Des sites de pêche du Balbuzard pêcheur sont également présents. Le site est également lieu de reproduction du bihoreau gris, de l'aigrette garzette, de la bondrée apivore, du milan noir, de l'œdicnème criard, du martin-pêcheur, du pic noir, de la pie-grièche écorcheur.

Sélection de représentants de l'avifaune de la zone Natura 2000 « Vallée de la Loire du Loiret ».
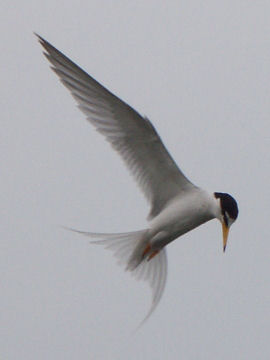
Sterne naine
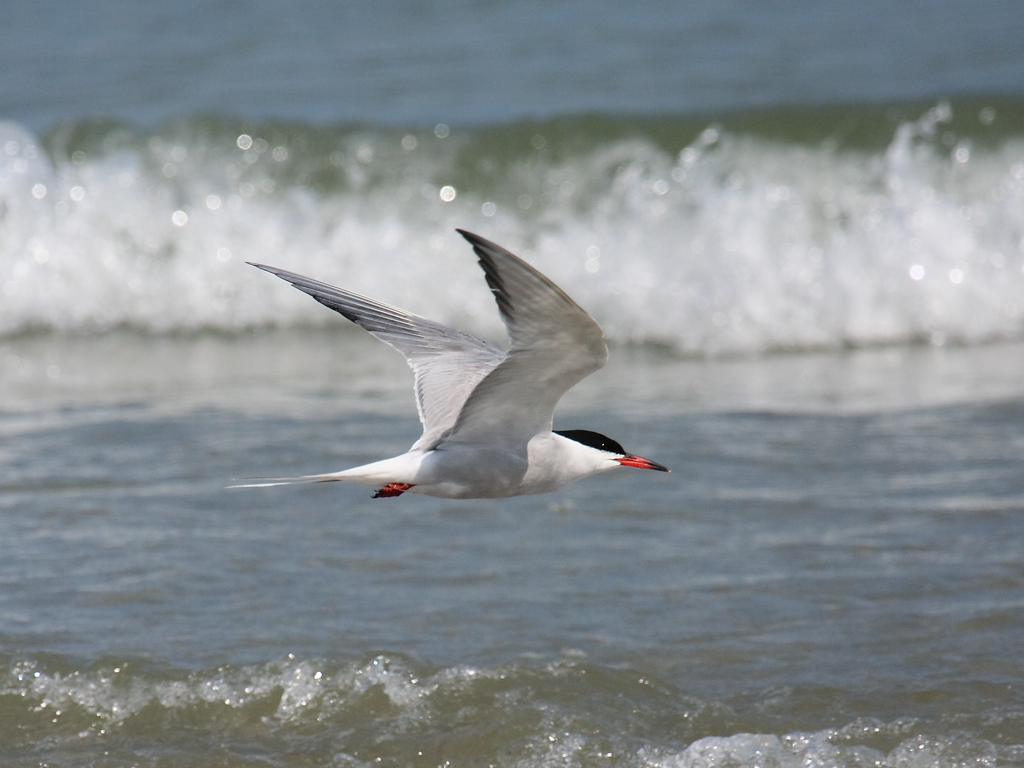
Sterne pierregarin
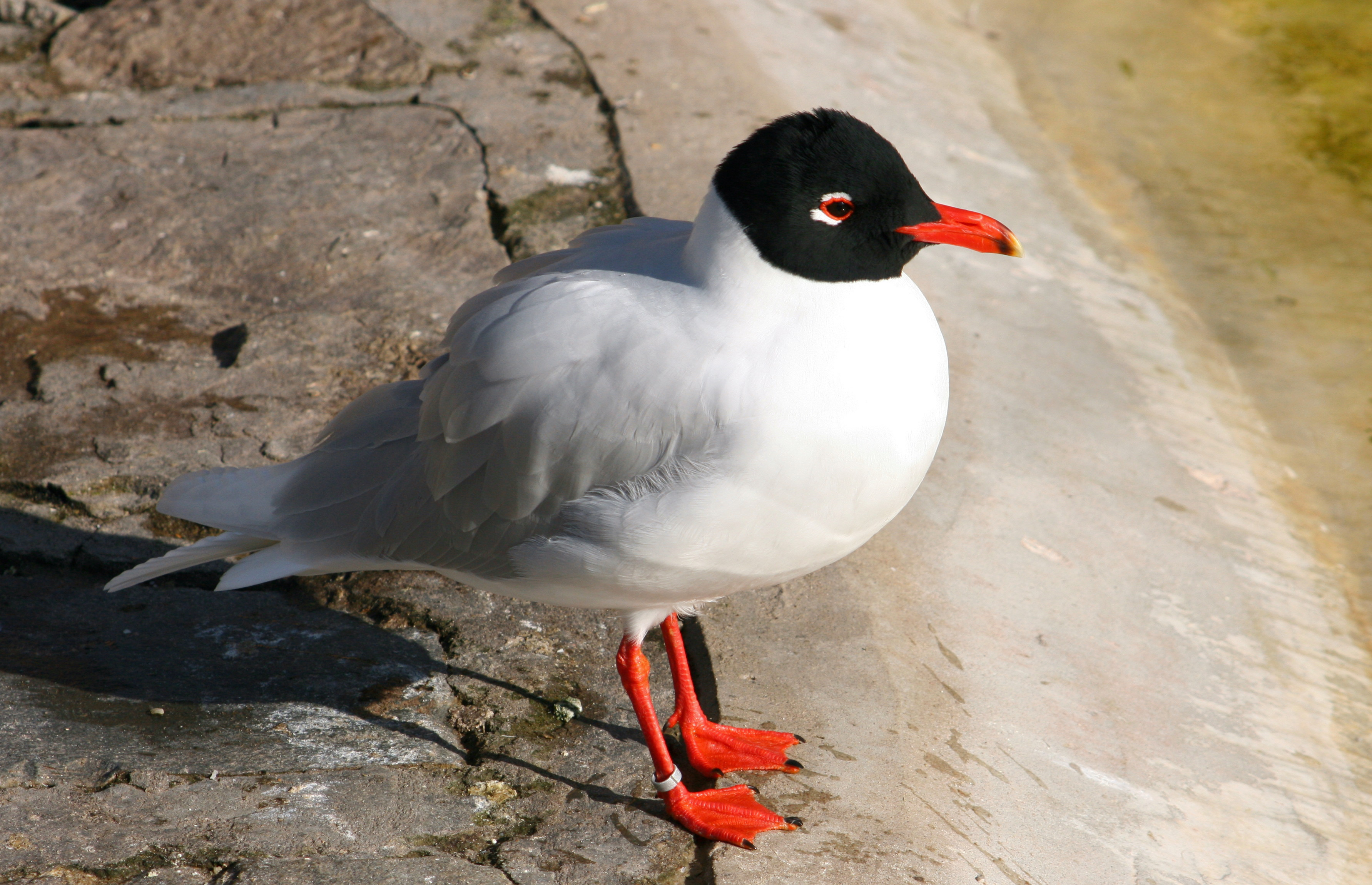
Mouette mélanocéphale
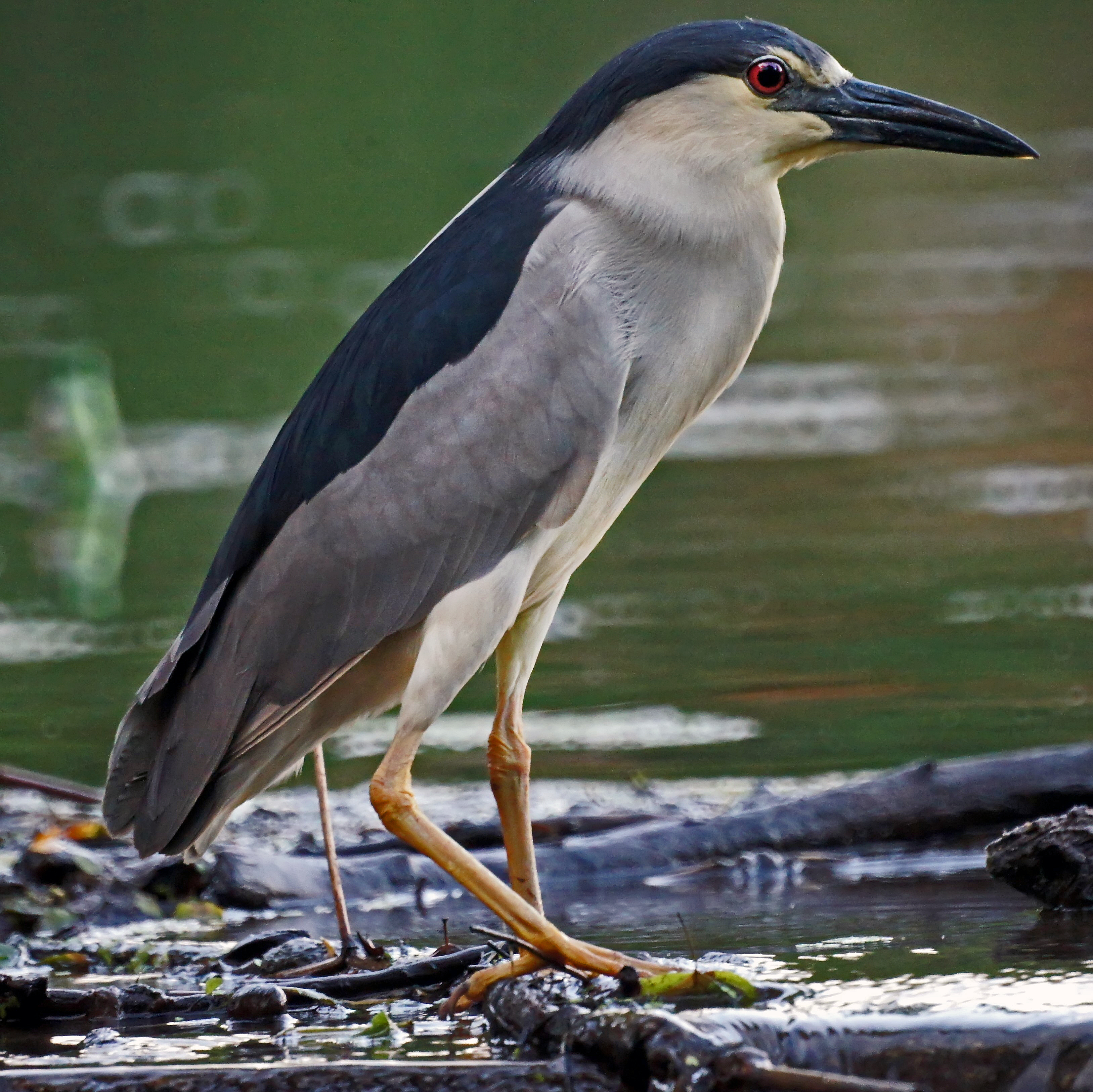
Bihoreau gris
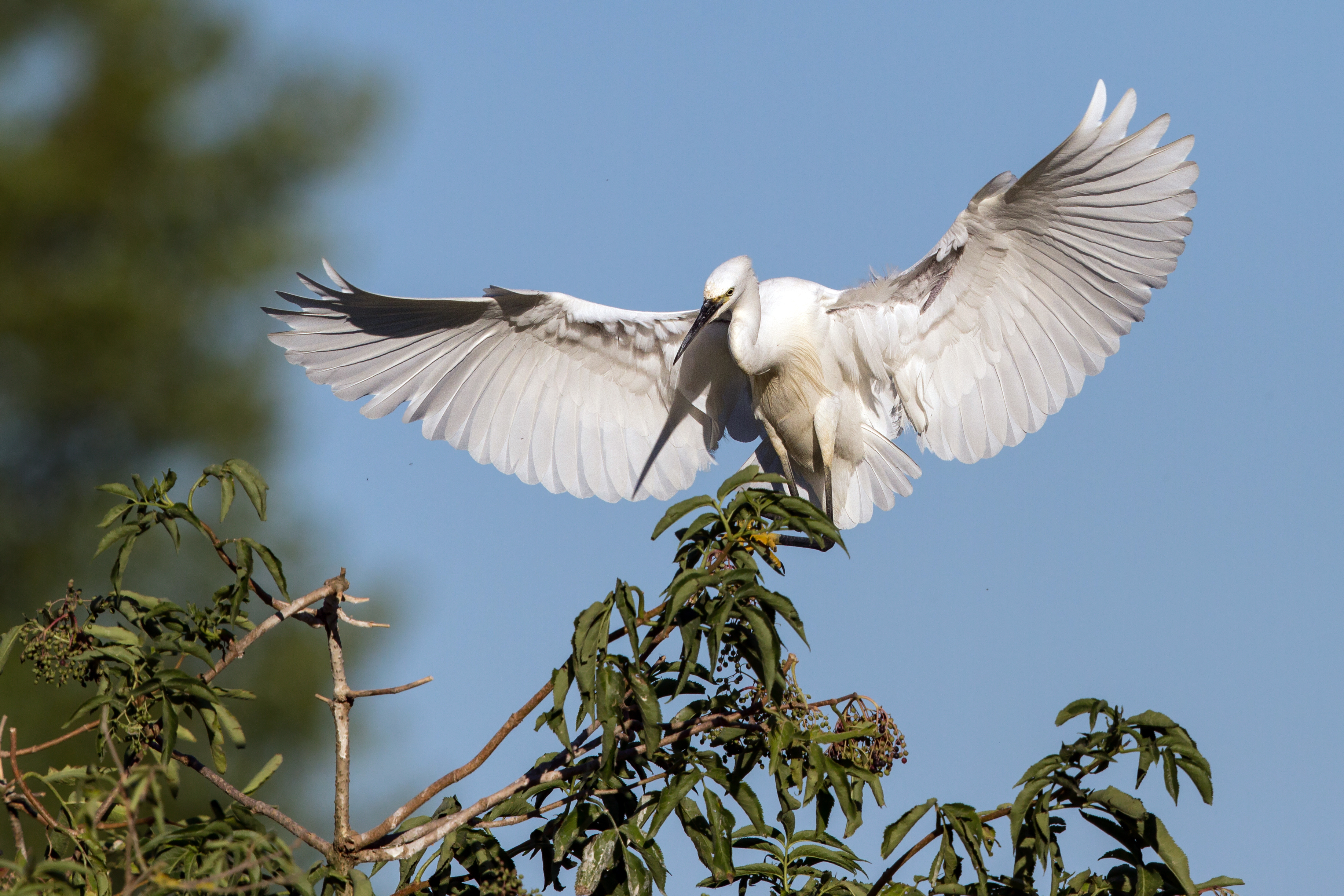
Aigrette garzette
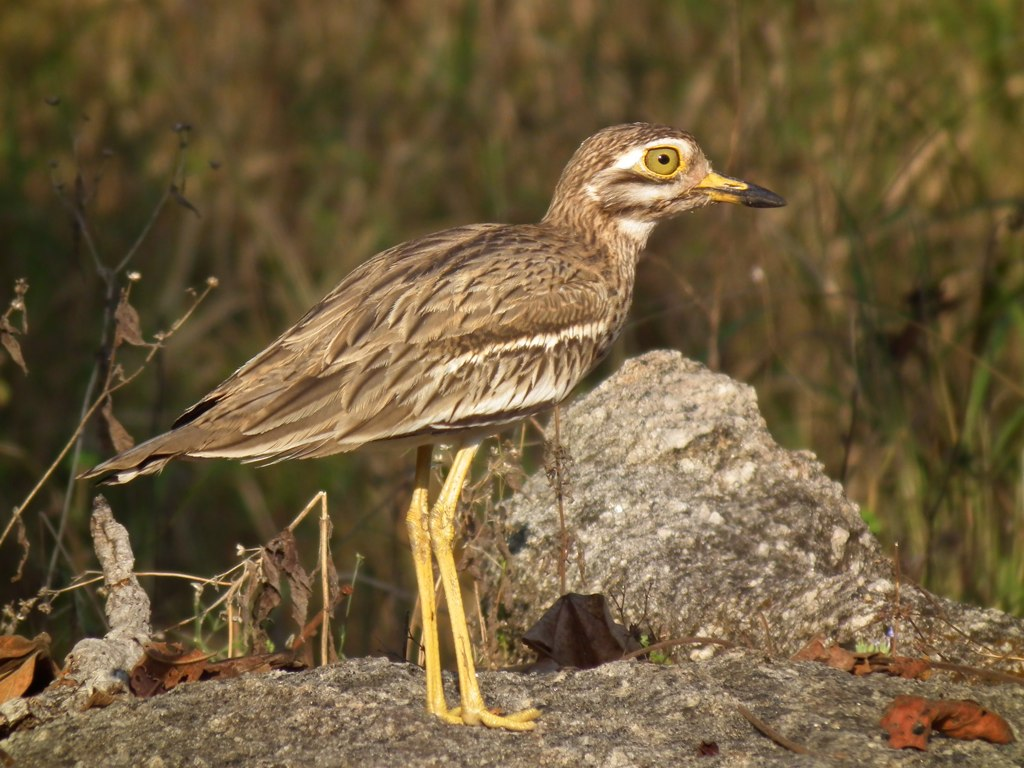
Œdicnème criard

#### Deux zones nationales d'intérêt écologique, faunistique et floristique

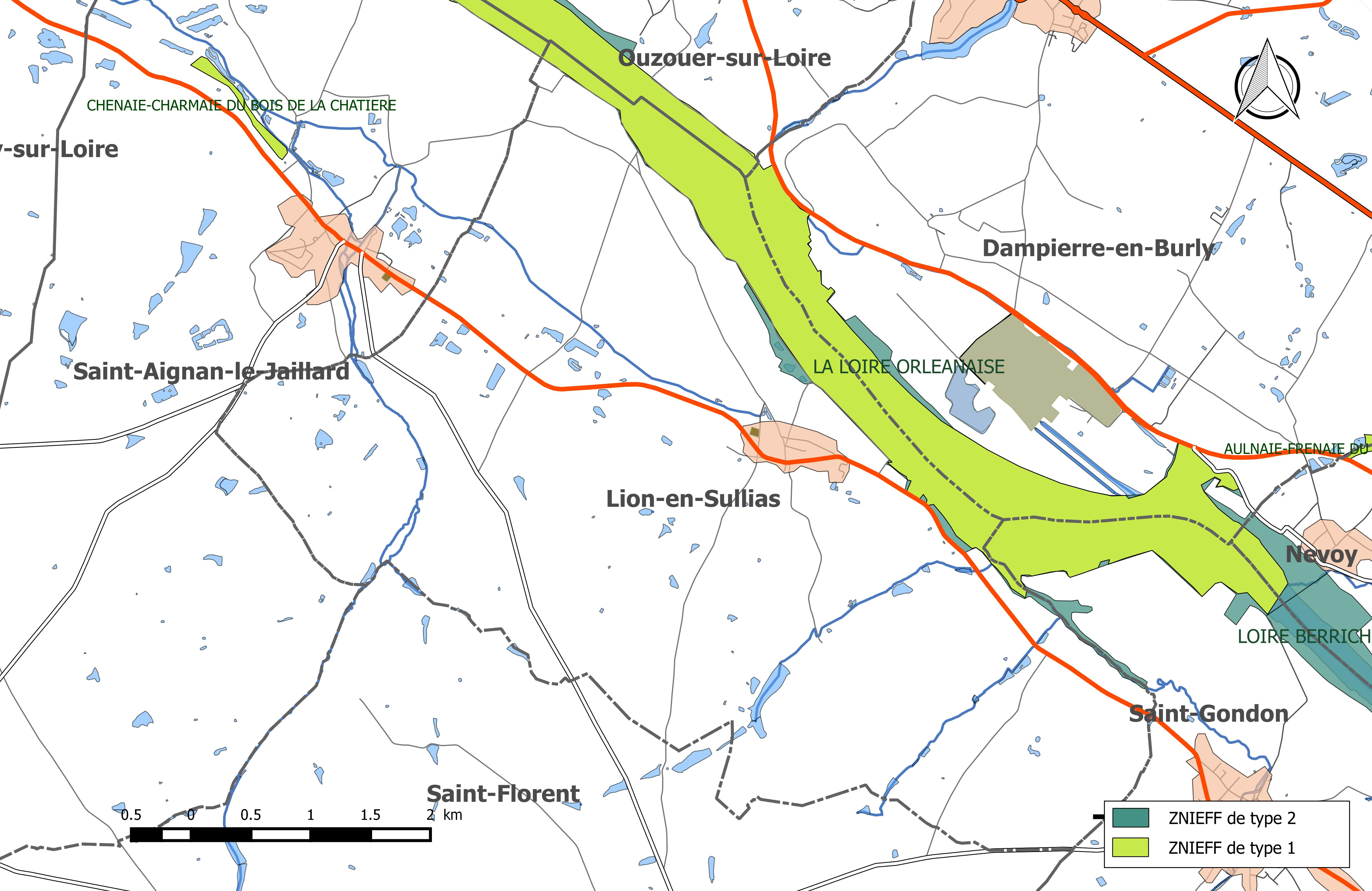
Carte des ZNIEFF de la commune et de ses abords.

Le territoire communal de Lion-en-Sullias comprend deux ZNIEFF, :
- la « La Loire entre l'Ormet et la Naudière », de type 1[Note 4]. La zone concerne six communes[26],[DREAL 1]. Son altitude varie entre 115 et 120 m[INPN 6], le niveau de la Loire et de ses berges dans cette zone. Depuis plus de 30 ans, les îles de Cuissy, sur la commune de Lion-en-Sullias, sont un haut lieu de l'observation des concentrations de limicoles migrateurs variés. C'est aussi le secteur de Loire le plus fréquenté par les balbuzards pêcheurs. De tous temps, ce secteur a été fortement fréquenté par les balbuzards en migration, qui y trouvent une nourriture sans doute d'accès plus facile qu'ailleurs grâce aux nombreux radiers formés par les grèves et les courants. À l'amont en rive gauche, le bois de l'Ormet (entièrement sur la commune de Saint-Gondon) est occupé par une héronnière qui accueille une belle population d'aigrettes garzettes (la première du département) depuis le début des années 1990. Ce site est aussi l'un des rares secteurs de la Loire moyenne à accueillir régulièrement la reproduction du Milan noir, de la fauvette babillarde et de la pie-grièche écorcheur. Le secteur est en outre occupé par plusieurs familles de castor d'Europe[INPN 7]. Toute la ZNIEFF s'étend en longueur sur 10,3 km pour suivre le cours et les berges de la Loire, commençant au hameau de l'Ormet sur la commune de Saint-Gondon. Sur Lion, cette zone concerne 152,3 hectares dont l'essentiel sur la rivière elle-même[INPN 7],[27].

- « La loire orléanaise », de type 2[Note 5]. La zone concerne 37 communes, dont Lion-en-Sullias. Elle aussi suit le lit mineur et les berges de la Loire, et commence également en amont au hameau de l'Ormet sur la commune de Saint-Gondon. Mais elle correspond à toute la boucle septentrionale du fleuve[DREAL 2] et s'étend en longueur sur 98 km, jusqu'à Avaray à 7,5 km en aval de Beaugency[27]. Pour Lion, elle se superpose donc à la ZNIEFF de « La Loire entre l'Ormet et la Naudière », occupant la même surface communale pour le milieu d'eau courantes de la Loire, et à peine moins de surface que la première ZNIEFF pour les berges. Son altitude varie entre 135 m en amont et 80 m en aval de la zone, et pour Lion-en-Sullias de 116 m (niveau de la rivière, avec variations saisonnières) à 123 en haut de certaines digues[INPN 8]. Elle se caractérise par un lit mineur largement occupé par des îles et grèves sableuses. Ces milieux soumis au marnage annuel recèlent de multiples habitats plus ou moins temporaires. C'est pratiquement la seule section qui présente des méandres. On observe, sur les basses terrasses, quelques formations sablo-calcaires[INPN 9].

## Urbanisme

### Typologie
Au 1er janvier 2024, Lion-en-Sullias est catégorisée commune rurale à habitat dispersé, selon la nouvelle grille communale de densité à sept niveaux définie par l'Insee en 2022.
Elle est située hors unité urbaine. Par ailleurs la commune fait partie de l'aire d'attraction de Gien, dont elle est une commune de la couronne,. Cette aire, qui regroupe 29 communes, est catégorisée dans les aires de moins de 50 000 habitants,.

### Occupation des sols
L'occupation des sols de la commune, telle qu'elle ressort de la base de données européenne d’occupation biophysique des sols Corine Land Cover (CLC), est marquée par l'importance des territoires agricoles (75,6 % en 2018), une proportion sensiblement équivalente à celle de 1990 (76,2 %). La répartition détaillée en 2018 est la suivante : 
terres arables (47,1 %), forêts (19,7 %), zones agricoles hétérogènes (14,5 %), prairies (14,1 %), eaux continentales (3 %), zones urbanisées (1,2 %), milieux à végétation arbustive et/ou herbacée (0,5 %).
L'évolution de l’occupation des sols de la commune et de ses infrastructures peut être observée sur les différentes représentations cartographiques du territoire : la carte de Cassini (XVIIIe siècle), la carte d'état-major (1820-1866) et les cartes ou photos aériennes de l'IGN pour la période actuelle (1950 à aujourd'hui).

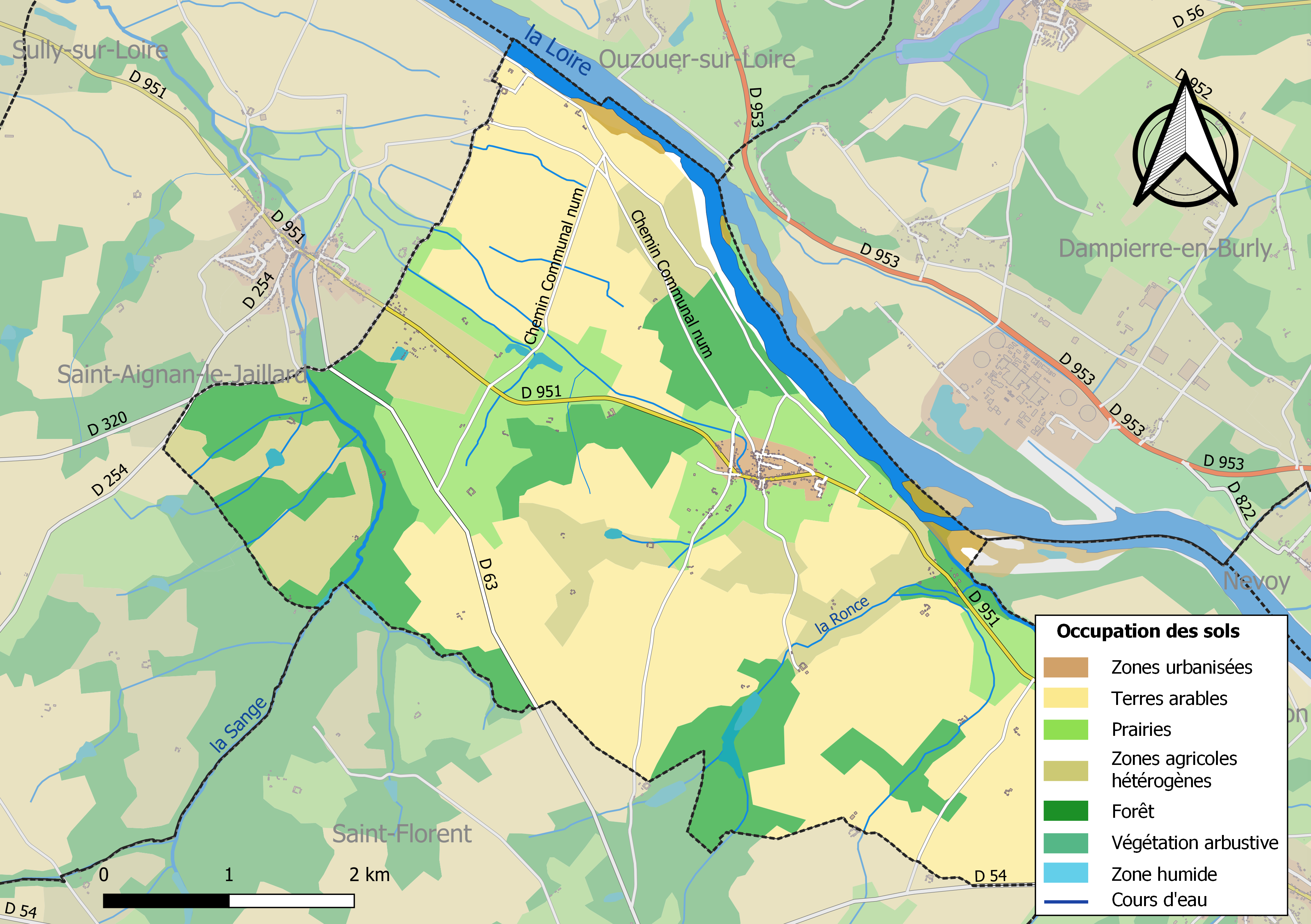
Carte des infrastructures et de l'occupation des sols de la commune en 2018 (CLC).
Carte orthophotographique de la commune en 2016.

### Planification

#### Plan local d'urbanisme
Le plan d'occupation des sols de la commune est approuvé en septembre 1997.
La loi relative à la solidarité et au renouvellement urbains du 13 décembre 2000, dite loi SRU, complétée par la loi urbanisme et habitat du 2 juillet 2003, marque une évolution de la planification urbaine en créant notamment les plans locaux d’urbanisme (PLU), vecteurs de projets de territoire, appelés à se substituer progressivement aux plans d’occupation des sols. Le PLU contient deux éléments nouveaux par rapport au POS : le plan d'aménagement et de développement durable (PADD), qui exprime le projet de la ville par des orientations générales en matière d'urbanisme, de développement, d'équipement et de préservation de l'environnement et les orientations d'aménagement et de programmation (OAP) qui correspondent à des zooms qui peuvent porter sur des quartiers ou secteurs à mettre en valeur, réhabiliter, restructurer ou aménager, ou sur l'aménagement d'un espace public, etc. Dans ce cadre le conseil municipal prescrit la révision du Plan d'occupation des sols et sa transformation en plan local d'urbanisme le 30 septembre 2005. Après l'enquête publique qui s'est déroulée en juillet 2009, le document est approuvé le 25 septembre 2009,.

#### Documents d'orientations intercommunaux
La commune est membre du Pays Sologne Val-sud, qui regroupe 29 des communes de la Sologne du Loiret. Ce pays impose un certain nombre de contraintes, que les documents d’urbanisme doivent respecter en étant compatibles avec les documents d’orientations du Pays. Le pays a notamment élaboré une charte architecturale et paysagère en 2005.
En 2012 les Pays Forêt d'Orléans Val de Loire, Loire Beauce et Sologne Val Sud sont les seuls territoires du département du Loiret ne disposant pas de schéma de cohérence territoriale (SCoT). Compte tenu  de l'intérêt de cet outil pour l'avenir des territoires, les élus de ces pays décident d'engager une démarche d'élaboration de SCoT. Le comité syndical du Pays Sologne Val Sud se prononce majoritairement en ce sens en mars 2013 puis les quatre communautés de communes qui composent le Pays délibèrent en avril et mai 2013 pour confier l'élaboration, la gestion et le suivi du SCoT au Pays Sologne Val Sud. Les statuts sont modifiés en conséquence en juin 2013, le périmètre du SCoT est arrêté par le préfet le 10 octobre 2013. Après étude et concertation de 2014 à 2017, le document doit être approuvé en 2018.

### Voies de communication et transports

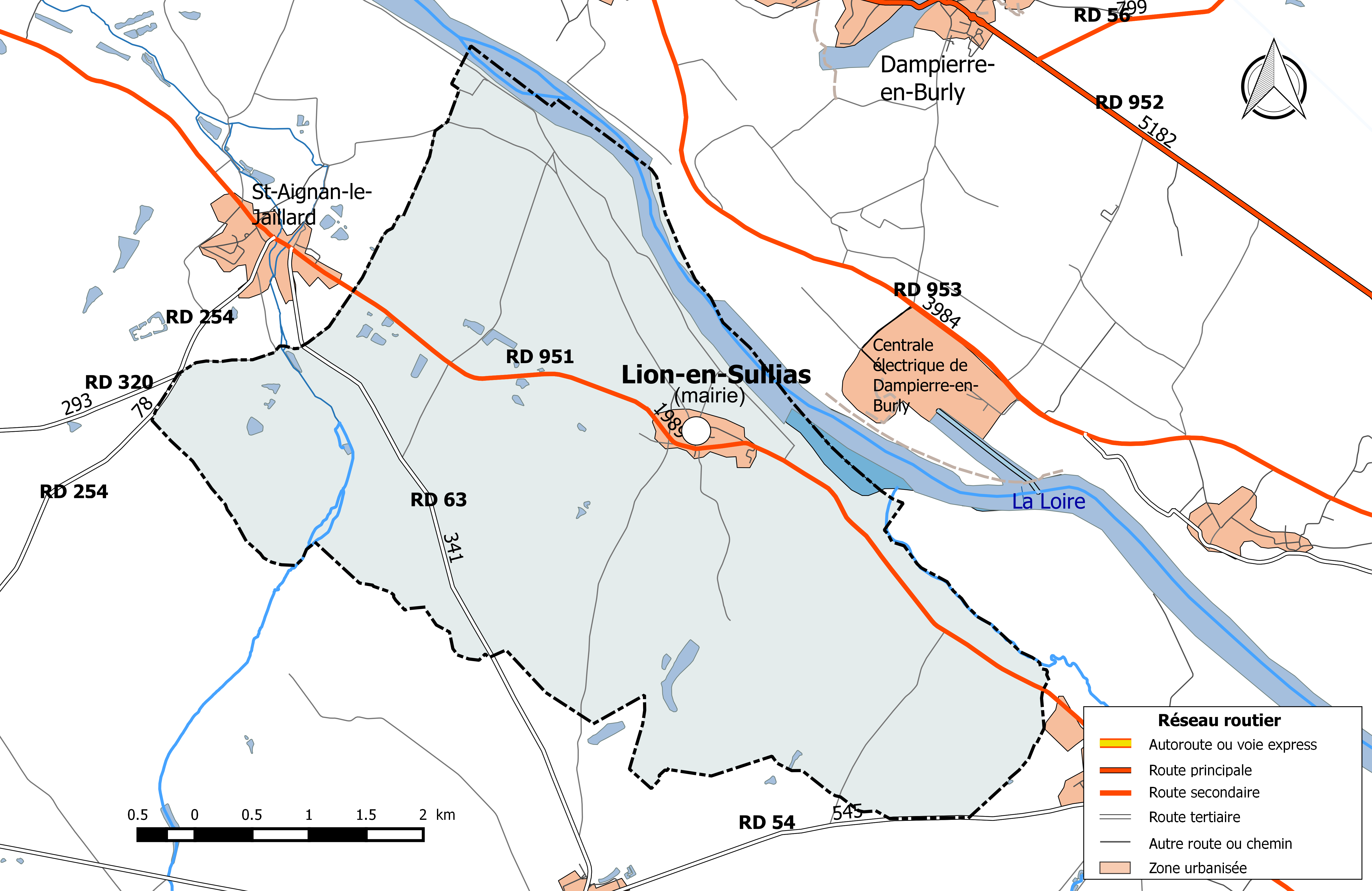
Réseau routier principal de la commune de Lion-en-Sullias (avec indication du trafic routier 2014).

#### Infrastructures routières
La commune est traversée par deux routes départementales : la RD951 et la RD 63.
La RD 951, qui constitue l'artère principale du bourg, est l'ancienne route nationale 751, qui avait été créée en 1933 et était définie comme la route de Cosne-sur-Loire à la pointe de Saint-Gildas par la rive gauche de la Loire. La section traversant le Loiret, reliant Beaulieu-sur-Loire à Lailly-en-Val, a été transférée au département du Loiret par arrêté du 22 décembre 1972. En 2014, elle supporte sur le territoire communal un trafic de 1 989 véhicules/jour. La RD 63 (341 véhicules/jour) relie quant à elle Saint-Aignan-le-Jaillard à Coullons.
Complétant ces voies, la commune est sillonnée de plusieurs voies communales et chemins ruraux  desservant ses fermes et hameaux et les bourgs environnants.

#### Transports en commun
En 2016, la commune est desservie par la ligne n°7A du réseau Ulys, le réseau interurbain de transport par autocar du Conseil départemental du Loiret. Cette ligne, qui relie Sully-sur-Loire - Tigy - Jargeau - Orléans, propose un nombre de dessertes variable en fonction des jours ouvrables de la semaine. Des correspondances SNCF sont assurées dans la  gare d'Orléans. À compter du 1er janvier 2017, la compétence des services de transports routiers interurbains, réguliers et à la demande est transférée des départements aux régions, et donc localement du département du Loiret à la région Centre-Val de Loire, consécutivement à la loi NOTRe du 7 août 2015.

### Risques naturels et technologiques majeurs
La commune de Lion-en-Sullias est vulnérable à différents aléas naturels : inondations (par débordement de la Loire ou de ruisseaux), climatiques (hiver exceptionnel ou canicule), mouvements de terrains ou sismique. Elle est également exposée à un risque technologique : le risque nucléaire avec la présence de la centrale nucléaire de Dampierre à moins de 10 km.
Entre 1999 et 2016, deux arrêtés ministériels portant ou ayant porté reconnaissance de catastrophe naturelle ont été pris pour le territoire de la commune de Lion-en-Sullias pour des inondations et coulées de boue.

#### Risque d'inondation

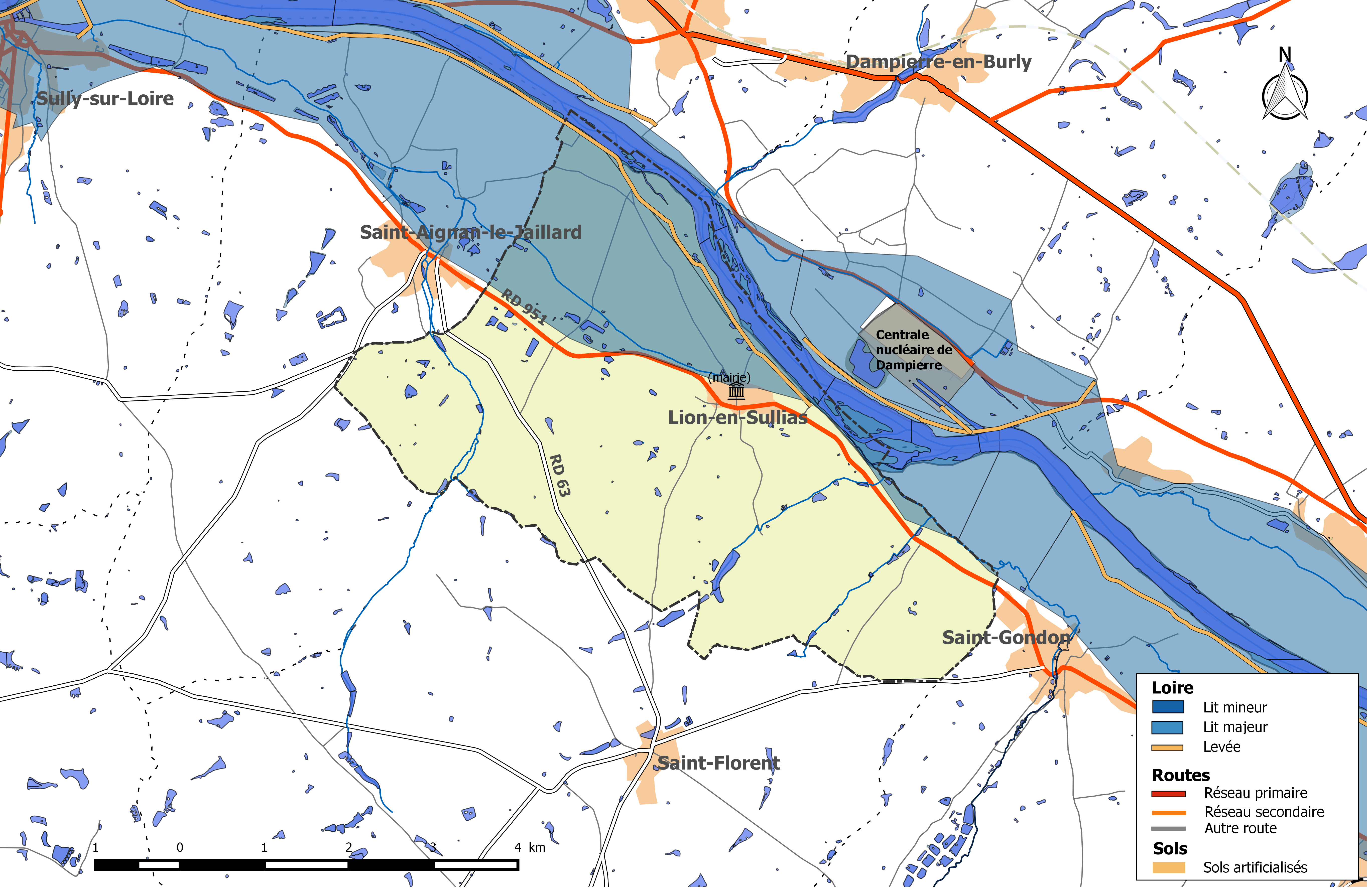
Zone inondable de la commune de Lion-en-Sullias.

La Loire est à l'origine des dégâts les plus importants sur la commune en cas de crue majeure. Les crues historiques sont celles de 1846, 1856, 1866 et 1907. Aucune crue n'a atteint depuis 1907 les hauteurs atteintes lors de ces événements catastrophiques.
Le val d’Ouzouer, s’étendant sur 22 km de longueur, d'Ouzouer-sur-Loire à Châteauneuf-sur-Loire, est protégé par une levée de 22 km de long ouverte à l’aval sur 1,5 km au débouché de la Bonnée. Cette levée n'est pas submersible pour des crues du type de celle de 1856. Elle a été renforcée dans les années 2000 sur presque toute sa longueur par la mise en place d’un « masque drainant » du côté du  val. À l’amont, un déversoir, dénommé déversoir d'Ouzouer, a été construit en 1886 à l'endroit où s'étaient produites des brèches lors des grandes crues de 1846, 1856 et 1866. Il a une longueur totale de 878 m dont 800 m au niveau du seuil. Il est  surélevé d'un cordon de terre (banquette fusible) d’une hauteur de 1,20 mètre environ.
Le val est exposé au risque d’inondation,:
- Par remous de la Loire dans la Bonnée : dès la crue de premiers dommages (5,30 m à l’échelle de Gien), celui-ci remonte jusqu’au niveau de Germigny-des-Prés.
- Par dépassement des digues si elles résistent à la pression des eaux jusqu’à ce qu’elles soient dépassées : le val d’Ouzouer est le premier val endigué de l’Orléanais à être dépassé par la Loire, dès la crue de premières surverses (6,3 m à Gien), qui provoque des brèches dans la digue, alors que le déversoir ne fonctionne pas. Celui-ci est sollicité seulement pour une crue exceptionnelle, alors que le système d’endiguement est déjà détruit.
- Par rupture des digues, avant leur dépassement : le val d’Ouzouer peut également être inondé avant la crue de première surverse, en cas de défaillance des digues. Deux principales zones de défaillance sont mises en évidence (secteurs des Prouteaux et de Saint-Benoit) et permettent de considérer que le risque de rupture n'est plus négligeable au-delà d'une crue de période de retour 20 ans (environ 5,1 m à l'échelle de Gien).

Le risque d'inondation est pris en compte dans l'aménagement du territoire de la commune par le biais du Plan de prévention du risque inondation (PPRI) du val de Sully approuvé le 8 octobre 2001 et pour lequel une révision a été prescrite le 15 mars 2016. La commune est en partie située en zone inondable. Le centre-bourg est situé en limite de zone inondable. Dans le val inondable, les quatre secteurs d’aléas sont représentés. Ils affectent pour une grande partie des enjeux agricoles. Les aléas faible et moyen bordent au sud la plaine d’inondation. Les aléas moyen et fort dominent la plaine d’inondation. L’aléa très fort se situe en grande partie dans le lit mineur de la Loire. Cependant, en amont 
du territoire communal, l’aléa très fort déborde sur la plaine d’inondation en longeant au sud l’Aquiaulne. L’ensemble du val inondable est à vocation agricole. Il n’existe pas véritablement de regroupement urbain conséquent. Cependant, dans tout le secteur inondable, les habitations ainsi que les bâtiments voués pour la plupartà l’exploitation agricole sont dispersés mais bien présents, notamment en aléa fort.
Deux documents permettent de définir les modalités de gestion de crise et d'organisation des secours : au niveau départemental, le Dispositif ORSEC départemental spécialisé déclenché en cas d'inondation de la Loire, le plan ORSIL, et au niveau communal le plan communal de sauvegarde.

#### Risque de mouvements de terrain
Le territoire de la commune peut être concerné par un risque d'effondrement de cavités souterraines non connues. Une cartographie départementale de l'inventaire des cavités souterraines et des désordres de surface a été réalisée. Il a été recensé sur la commune plusieurs effondrements de cavités.
Par ailleurs, le sol du territoire communal peut faire l'objet de mouvements de terrain liés à la sécheresse. Le phénomène de retrait-gonflement des argiles est la conséquence d'un changement d'humidité des sols argileux. Les argiles sont capables de fixer l'eau disponible mais aussi de la perdre en se rétractant en cas de sécheresse. Ce phénomène peut provoquer des dégâts très importants sur les constructions (fissures, déformations des ouvertures) pouvant rendre inhabitables certains locaux. Celui-ci a particulièrement affecté le Loiret après la canicule de l'été 2003. Une grande partie du territoire de la commune est soumis à un aléa « moyen » face à ce risque, selon l'échelle définie par le Bureau de recherches géologiques et minières (BRGM), essentiellement le centre-bourg et la partie est, le reste est en aléa « faible ».

#### Risque nucléaire

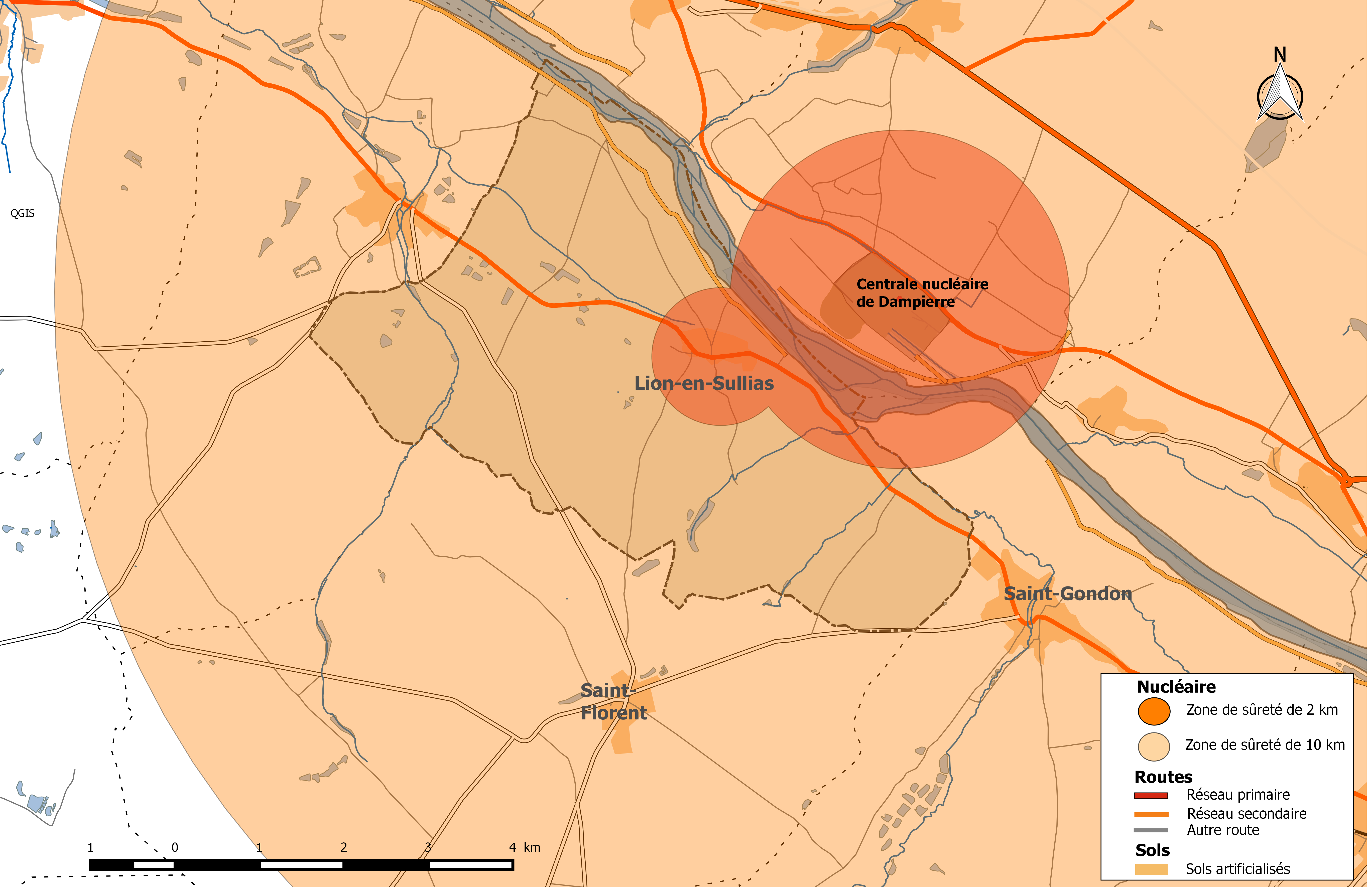
Zones de sûreté liée à la centrale nucléaire de Dampierre sur la commune de Lion-en-Sullias.

En cas d’accident grave, certaines installations nucléaires sont susceptibles de rejeter dans l’atmosphère de l’iode radioactif. La totalité de la commune se situe à l'intérieur du périmètre de 10 km du Plan particulier d'intervention de la centrale nucléaire de Dampierre. À ce titre les habitants de la commune, comme tous ceux résidant dans le périmètre proche de 10 km de la centrale ont bénéficié, à titre préventif, d'une distribution de comprimés d’iode stable dont l’ingestion avant rejet radioactif permet de pallier les effets sur la thyroïde d’une exposition à de l’iode radioactif. En cas d'incident ou d'accident nucléaire, des consignes de confinement ou d'évacuation peuvent être données et les habitants peuvent être amenés à ingérer, sur ordre du préfet, les comprimés en leur possession.

#### Risque sismique
La totalité du département est classée en zone de sismicité « très faible ». À ce titre aucune réglementation spécifique ne s'applique aux constructions dites « à risque normal ».

## Politique et administration

### Découpage territorial

#### Bloc communal: Commune et intercommunalités
La paroisse et bourg de Lion acquiert le statut de municipalité avec le  décret du 12 novembre 1789 de l'Assemblée Nationale puis celui de « commune », au sens de l'administration territoriale actuelle, par le décret de la Convention nationale du 10 brumaire an II (31 octobre 1793). Il faut toutefois attendre la loi du 5 avril 1884 sur l'organisation municipale pour qu'un régime juridique uniforme soit défini pour toutes les communes de France, point de départ de l’affirmation progressive des communes face au pouvoir central.
La commune prend successivement le nom de Lion, puis de Lion-sur-Ronce en enfin de Lion-en-Sullias. Aucun événement de restructuration majeure du territoire, de type suppression, cession ou réception de territoire, n'a affecté la commune depuis sa création.
La commune de Lion-en-Sullias n'appartient à aucune intercommunalité à fiscalité propre jusqu'en 2011 et fait partie, à cette date, des 68 communes du Loiret dites « isolées ». La commune adhère à la communauté de communes du Sullias lors de la création de cette intercommunalité le 26 novembre 2012. La commune appartient à d'autres établissements publics de coopération intercommunale, de type syndicats ou autres regroupements intercommunaux. Le découpage territorial de ces structures est en constante évolution dans une perspective de rationalisation et d'efficience des services.
Depuis le 1er janvier 2017, la commune est membre de la communauté de communes du Val de Sully, issue de la fusion des communautés de communes du Sullias et de Val d'Or et Forêt, avec extension du périmètre à la commune de Vannes-sur-Cosson .

#### Circonscriptions de rattachement
Sous l'Ancien Régime, à la veille des États généraux de 1789, la paroisse de Lion-en-Sullias était rattachée sur le plan ecclésiastique au diocèse d'Orléans, sur le plan judiciaire au bailliage d'Orléans  et au grenier à sel de Sully, sur le plan militaire au gouvernement d'Orléans et sur le plan administratif à la généralité d'Orléans.
La loi du 22 décembre 1789 divise le pays en 83 départements découpés chacun en six à neuf districts eux-mêmes découpés en cantons regroupant des communes. Les districts, tout comme les départements, sont le siège d’une administration d’État et constituent à ce titre des circonscriptions administratives. La commune de Lion-en-Sullias est alors incluse dans le canton de Coulons, le district de Gien et le département du Loiret.
La recherche d’un équilibre entre la volonté d’organiser une administration dont les cadres permettent l’exécution et le contrôle des lois d’une part, et la volonté d’accorder une certaine autonomie aux collectivités de base (paroisses, bourgs, villes) d’autre part, s’étale de 1789 à 1838. Les découpages territoriaux évoluent ensuite au gré des réformes visant à décentraliser ou recentraliser l'action de l'État. La régionalisation fonctionnelle des services de l'État (1945-1971) aboutit à la création de régions. L'acte I de la décentralisation de 1982-1983 constitue une étape importante en donnant l'autonomie aux collectivités territoriales, régions, départements et communes. L'acte II intervient en 2003-2006, puis l'acte III en 2012-2015. Parallèlement l'État se réforme périodiquement. La réforme de l’administration territoriale de l’État (RéATE), entrée en vigueur au 1er janvier 2010 et issue de la révision générale des politiques publiques (RGPP) est une des grandes réformes visant à simplifier l'organisation de l’État.
Le tableau suivant présente les rattachements, au niveau infra-départemental, de la commune de Lion-en-Sullias aux différentes circonscriptions administratives et électorales ainsi que l'historique de l'évolution de leurs territoires.
| Circonscription             | Nom                | Dernière période | Type de circonscription      | Évolution du découpage territorial |
| --------------------------- | ------------------ | ---------------- | ---------------------------- | --- |
| District                    | Gien               | 1790-1795        | Administrative               | La commune est rattachée au district de Gien de 1790 à 1795,. La Constitution du 5 fructidor an III, appliquée à partir de vendémiaire an IV (1795) supprime les districts, rouages administratifs liés à la Terreur, mais maintient les cantons qui acquièrent dès lors plus d'importance. |
| Canton                      | Coulons            | 1790-1801        | Administrative et électorale | En 1790, lors de la création des cantons, districts et départements, la commune de Lion-en-Sullias est rattachée au canton de Coulons. Les cantons sont supprimés, en tant que découpage administratif, par une loi du 26 juin 1793, et ne conservent qu'un rôle électoral. Ils permettent l’élection des électeurs du second degré chargés de désigner les députés. Ils acquièrent une fonction administrative avec la disparition des districts en 1795. |
| Canton                      | Sully              | 1801-2015        | Administrative et électorale | Sous le Consulat, un redécoupage territorial visant à réduire le nombre de justices de paix ramène le nombre de cantons dans le Loiret de 59 à 31. Lion est alors rattachée au canton de Sully par arrêté du 9 vendémiaire an X (30 septembre 1801),. |
| Canton                      | Sully-sur-Loire    | 2015-            | Électorale                   | La loi du 17 mai 2013 et ses décrets d'application publiés en février et mars 2014 introduisent un nouveau découpage territorial pour les élections départementales. La commune est alors rattachée au canton de Sully-sur-Loire. Depuis cette réforme, plus aucun service de l'État n'exerce sa compétence sur un territoire s'appuyant sur le nouveau découpage cantonal. Le canton a disparu en tant que circonscription administrative de l'État ; il est désormais uniquement une circonscription électorale destinée à l'élection d'un binôme de conseillers départementaux siégeant au conseil départemental. |
| Arrondissement              | Gien               | 1801-1926        | Administrative               | Lion-en-Sullias est rattachée à l'arrondissement de Gien par arrêté du 9 vendémiaire an X (30 septembre 1801),. |
| Arrondissement              | Orléans            | 1926-            | Administrative               | Sous la Troisième République, en raison d'un endettement considérable et de l'effort nécessaire pour la reconstruction post-Première Guerre mondiale, la France traverse une crise financière. Pour réduire les dépenses de l’État, Raymond Poincaré fait voter plusieurs décrets-lois réformant en profondeur l’administration française : 106 arrondissements sont ainsi supprimés, dont ceux de Gien et de Pithiviers dans le Loiret par décret du 10 septembre 1926. Lion-en-Sullias est ainsi transférée de l'arrondissement de Gien à celui d'Orléans,.                                                        |
| Circonscription législative | 3e circonscription | 2010-            | Électorale                   | Lors du découpage législatif de 1986, le nombre de circonscriptions législatives passe dans le Loiret de 4 à 5. Un nouveau redécoupage intervient en 2010 avec la loi du 23 février 2010. En attribuant un siège de député « par tranche » de 125 000 habitants, le nombre de circonscriptions par département varie désormais de 1 à 21,. Dans le Loiret, le nombre de circonscriptions passe de cinq à six. La réforme n'affecte pas Lion-en-Sullias qui reste rattachée à la troisième circonscription. |

#### Collectivités de rattachement
La commune de Lion-en-Sullias est rattachée au département du Loiret et à la région Centre-Val de Loire, à la fois circonscriptions administratives de l'État et collectivités territoriales.

### Politique et administration municipales

#### Conseil municipal et maire
Depuis les élections municipales de 2014, le conseil municipal  de Lion-en-Sullias, commune de moins de 1 000 habitants, est élu au scrutin majoritaire plurinominal à deux tours, les électeurs pouvant modifier les listes, panacher, ajouter ou supprimer des candidats sans que le vote soit nul, pour un mandat de six ans renouvelable. Il est composé de 11 membres. L'exécutif communal, est constitué par le maire, élu par le conseil municipal, parmi ses membres, pour un mandat de six ans, c'est-à-dire pour la durée du mandat du conseil.
| Période                                  | Période  | Identité       | Étiquette | Qualité                       |
| ---------------------------------------- | -------- | -------------- | --------- | ----------------------------- |
| Les données manquantes sont à compléter. |          |                |           |                               |
| mai 2020                                 | En cours | Johanny Hautin |           | Ancien agriculteur exploitant |

## Équipements et services

### Assainissement et déchets
En  2016, la commune est membre du SICTOM de la région de Châteauneuf-sur-Loire, créé en 1976. Celui-ci assure la collecte et le traitement des ordures ménagères résiduelles, des emballages ménagers recyclables  et des encombrants en porte à porte et du verre en points d’apport volontaire. Un réseau de dix déchèteries accueille les encombrants et autres déchets spécifiques (déchets verts, déchets dangereux, gravats, ferraille, cartons…). La déchèterie la plus proche est située sur la commune de Sully-sur-Loire. L'élimination et la valorisation énergétique des déchets ménagers et de ceux issus de la collecte sélective sont effectuées par le SYCTOM de Gien-Châteauneuf-sur-Loire qui comprend un centre de transfert de déchets ménagers et un centre de stockage de déchets ultimes (CSDU) de classe II à Saint-Aignan-des-Gués ainsi qu'une usine d’incinération des ordures ménagères à Gien-Arrabloy.
Depuis le 1er janvier 2017, la « gestion des déchets ménagers » ne fait plus partie des compétences de la commune mais est une compétence obligatoire de la communauté de communes du Val de Sully en application de la loi NOTRe du 7 août 2015.

#### Production et distribution d'eau
Le service public d’eau potable est une compétence obligatoire des communes depuis l’adoption de la loi du 30 décembre 2006 sur l’eau et les milieux aquatiques. Au 31 décembre 2016, la production et la distribution de l'eau potable sur le territoire communal sont assurées par la commune elle-même,.
La loi NOTRe du 7 août 2015 prévoit que le transfert des compétences « eau et assainissement » vers les communautés de communes sera obligatoire à compter du 1er janvier 2020. Le transfert d’une compétence entraîne  de  facto la mise à disposition gratuite de plein droit des biens, équipements et services publics utilisés, à la date du transfert, pour l'exercice de ces compétences et la substitution de la communauté dans les droits et obligations des communes,.

#### Assainissement
La compétence assainissement, qui recouvre obligatoirement la collecte, le transport et l’épuration des eaux usées, l’élimination des boues produites, ainsi que le contrôle des raccordements aux réseaux publics de collecte, est assurée  par la commune elle-même.
La commune est raccordée à une station d'épuration située sur le territoire communal, mise en service le 1er janvier 1981 et dont la capacité nominale de traitement est de  350 EH, soit 52 m3/jour. Cet équipement utilise un procédé d'épuration de type lagunage naturel,.
L’assainissement non collectif (ANC) désigne les installations individuelles de traitement des eaux domestiques qui ne sont pas desservies par un réseau public de collecte des eaux usées et qui doivent en conséquence traiter elles-mêmes leurs eaux usées avant de les rejeter dans le milieu naturel. Depuis le 1er janvier 2017, la communauté de communes du Val de Sully, issue de la fusion des communautés de communes  du Sullias et de Val d'Or et Forêt, ainsi que du rattachement de la commune de Vannes-sur-Cosson , assure le service public d'assainissement non collectif (SPANC). Celui-ci a pour mission de vérifier la bonne exécution des travaux de réalisation et de réhabilitation, ainsi que le bon fonctionnement et l’entretien des installations,

## Population et société

### Démographie
L'évolution du nombre d'habitants est connue à travers les recensements de la population effectués dans la commune depuis 1793. Pour les communes de moins de 10 000 habitants, une enquête de recensement portant sur toute la population est réalisée tous les cinq ans, les populations de référence des années intermédiaires étant quant à elles estimées par interpolation ou extrapolation. Pour la commune, le premier recensement exhaustif entrant dans le cadre du nouveau dispositif a été réalisé en 2005.
En 2022, la commune comptait 386 habitants, en évolution de −5,16 % par rapport à 2016 (Loiret : +1,89 %, France hors Mayotte : +2,11 %).
| 1793 | 1800 | 1806 | 1821 | 1831 | 1836 | 1841 | 1846 | 1851 |
| ---- | ---- | ---- | ---- | ---- | ---- | ---- | ---- | ---- |
| 350  | 377  | 379  | 424  | 422  | 436  | 425  | 388  | 421  |

| 1856 | 1861 | 1866 | 1872 | 1876 | 1881 | 1886 | 1891 | 1896 |
| ---- | ---- | ---- | ---- | ---- | ---- | ---- | ---- | ---- |
| 434  | 480  | 503  | 548  | 517  | 543  | 551  | 586  | 578  |

| 1901 | 1906 | 1911 | 1921 | 1926 | 1931 | 1936 | 1946 | 1954 |
| ---- | ---- | ---- | ---- | ---- | ---- | ---- | ---- | ---- |
| 565  | 564  | 510  | 487  | 484  | 431  | 430  | 390  | 346  |

| 1962 | 1968 | 1975 | 1982 | 1990 | 1999 | 2005 | 2006 | 2010 |
| ---- | ---- | ---- | ---- | ---- | ---- | ---- | ---- | ---- |
| 337  | 312  | 316  | 352  | 331  | 336  | 394  | 405  | 393  |

| 2015 | 2020 | 2022 | - | - | - | - | - | - |
| ---- | ---- | ---- | - | - | - | - | - | - |
| 406  | 394  | 386  | - | - | - | - | - | - |

## Culture locale et patrimoine

### Lieux et monuments

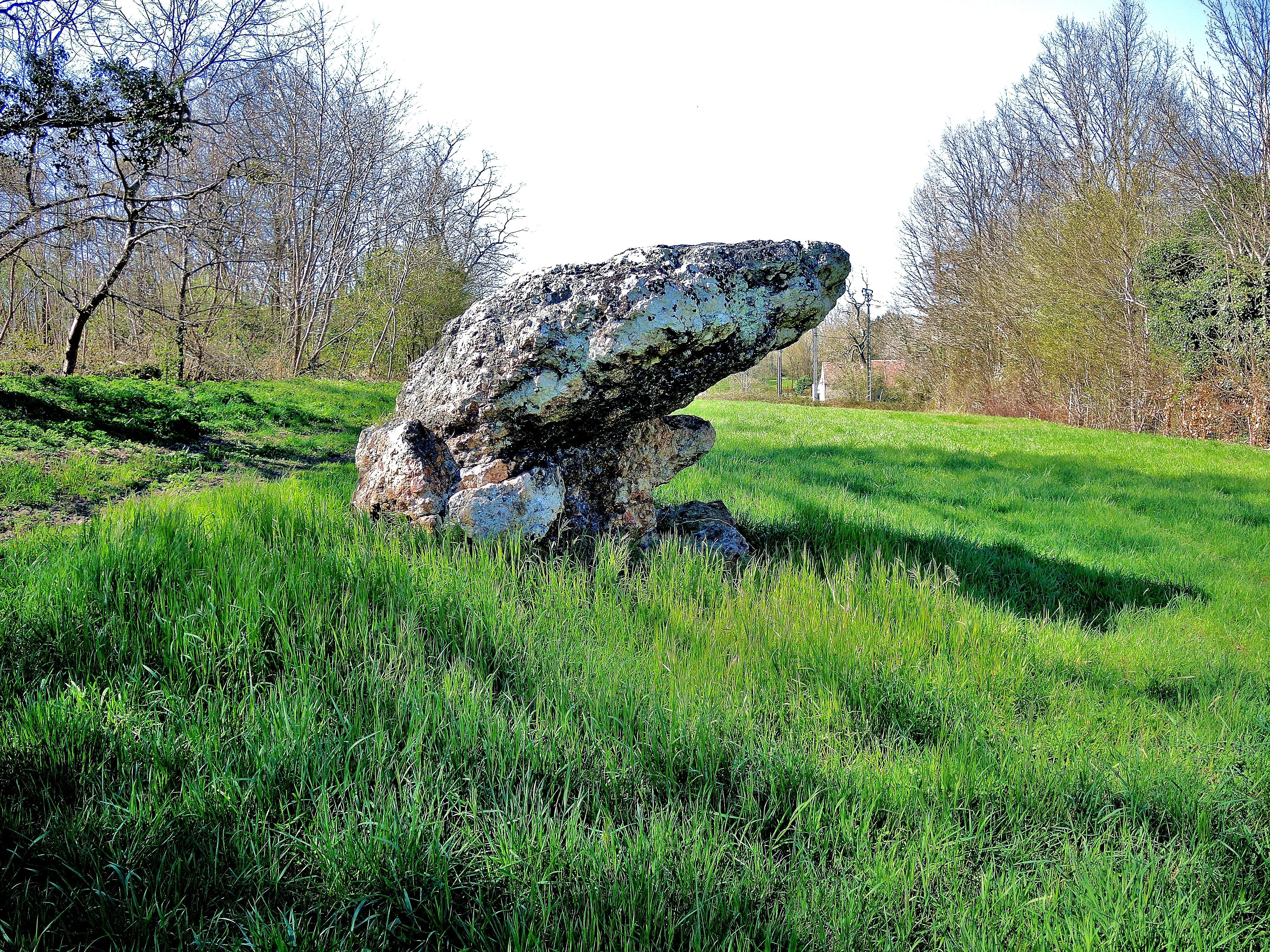
Rocher le Crapaud. Menhir supposé

Le patrimoine comprend deux sites inscrits ou classés en tant que monuments historiques :
- L'église Saint-Étienne et son caquetoire, construite aux XIIe (portail et chœur), XVIe (caquetoire[109]), XVIIe (voûte et avant porche) et une abside du XVIIIe siècles ; la nef date de la fin XIe ou début XIIe. La flèche est polygonale et recouverte d'ardoises, le toit à longs pans et celui du caquetyoire sont couverts de tuiles plates. Elle est inscrite à l'inventaire général des monuments historiques depuis le 26 novembre 1992[110],[111] ;
- Le château de Cuissy, propriété privée à l'extrême nord-ouest de la commune, date du 2e quart du XVIIe siècle et 2e quart du XIXe siècle. Sa construction a commencé en 1630, succédant à une maison forte qui avait subi un siège en mai 1591. Le corps principal et l'aile Est, tous deux classés, datent de cette époque ; l'aile Est abrite la buanderie qui inclut un puits de pierre et une cave voûtée. L'aile ouest, inscrite, date de 1842 ; elle a été bâtie sur une ancienne chapelle entièrement disparue. Des douves entourent les trois façades sur jardin. À l'intérieur, la salle à manger, à droite du couloir d'entrée, a gardé des boiseries anciennes et renferme une galerie de portraits du XVIIe siècle ; elle conserve également une cheminée à piédroits de pierre sculptée (vase de fleurs surmonté d'une chimère, de deux bustes humains et d'un lion rugissant et tenant un écu). Le château est inscrit pour partie, classé pour le reste, comme monument historique depuis le 29 décembre 1978[112],[113] ;

Les constructions suivantes ont aussi été remarquées et étudiées en vue de leur inscription à l'inventaire général des monuments historiques :
- Le tumulus dit « la Butte aux Druides », de 70 m de diamètre, est un site classé depuis avant 1942[114],[115] près de la D951, côté sud de la route ;
- Le rocher du Crapaud, faux dolmen, est un site inscrit depuis 1937[116],[117].
- La chapelle de la Ronce, du XIXe siècle[118].
- Le presbytère (2e moitié XIXe siècle)[119],[120]
- Le relais de poste (XVIIe siècle), propriété privée[121],[122].
- La ferme des Grands Oiseaux (2e moitié XVIIIe siècle)[123],[124]
- La ferme des Prés (ancienne habitation fin XVIIIe siècle ; nouvelle habitation et dépendances XIXe siècle)[125],[126].
- La ferme du Puy (2e moitié XIXe siècle)[127],[128]
- La maison Crenier (XIXe siècle)[129],[130].
- Un puits dans le bourg, couvert de larges dalles de pierre (XIXe siècle)[131],[132]
- Une grange sympathique à Cuissy[133],[134].

### Tourisme, loisirs
- Le GPRP « Sentier historique de la vallée des Rois » traverse le sud-est de la commune, entre Saint-Florent et Saint-Gondon.
- Le village organise tous les ans, fin mai, sa fête des beignets aux fleurs d'acacia (ou plus exactement de robinier faux-acacia)[135].

### Personnalités liées à la commune
- Mario Roques (1875-1961), philologue, médiéviste, y acquis le château de Cuissy en 1922 et est enterré au cimetière du village[136].
- Pomme Meffre (1933 - ), réalisatrice, née à Lion-en-Sullias en 1933.

### Héraldique
| Blason de Lion-en-Sullias | Les armes de Lion-en-Sullias se blasonnent ainsi : De gueules à la bande d'or chargée de trois molettes de sable accompagnée de deux têtes de lion d'or. Adopté par le conseil municipal du 29 janvier 1996. |